# CETME Modèle L/LC
Le Fusil d'assaut CETME L remplaça en 1986 le CETME Modèle B/C comme arme réglementaire des Forces armées espagnoles.

## Présentation
Dérivé du modèle C, le modèle L fonctionne par recul retardé et verrouillage par galets, tir semi-automatique, tir automatique (rafales libres).
Il dispose d’une crosse, une poignée pistolet et un garde-main en plastique à haute résistance. Le modèle L possède une hausse réglable à deux battants (200 - 400 m) protégé par des oreilles triangulaires. Le guidon à lame est abrité par un tunnel. Le chargeur légèrement cintré est emprunté au M16.
Fabriqué à 100 000 exemplaires par la Empresa Nacional Santa Barbara, le modèle L est chambré pour la 5,56 mm OTAN. Comme pour la plupart des fusils d’assaut de petit calibre, la portée efficace se limite à 400 m. Il en existe une version raccourcie dite LC munie d'une crosse rétractable.
Jugé peu fiable, il a été retiré du service au bénéfice du HK G36E allemand (également produit sous licence par la Empresa Nacional Santa Barbara).
25 000 exemplaires sont gardés en réserve[Quand ?][réf. nécessaire]. Et à la suite de l'invasion de l'Ukraine par la Russie, mille a deux mille auraient été livrés à Kiev en 2023, afin d’équiper la garde frontière et la police militaire.

## Apparitions dans des œuvres de fiction
Rarement vu sur un écran de télévisions ou de cinéma, le CETME LC apparaît pourtant dans le film espagnol Guerreros narrant le quotidiens de soldats ibériques durant la guerre en Bosnie.

## Armes comparables
Les fusils suivants utilisent également la technologie du G3 en 5,56 mm :
- HK 33
- HK G41

## Sources
1. ↑  Laurent Lagneau, « L’Espagne a donné à l’Ukraine d’anciens fusils CETME-L de qualité douteuse », sur Zone Militaire, 30 août 2023

Cette notice est issue de la lecture des revues spécialisées de langue française suivantes :
- Cibles (Fr)
- Gazette des armes (Fr)
- Action Guns (Fr)
- Raids (Fr)
- Assaut (Fr)